# Iosif Pop
Iosif Pop (pe numele de mirean Ilie Pop) (n. 19 februarie 1966, Vișeu de Jos, Maramureș) este un cleric ortodox român, care îndeplinește funcția de Arhiepiscop al Arhiepiscopiei Ortodoxe Romane a Franței, Elveției, Belgiei și Țărilor de Jos și mitropolit al Mitropoliei Ortodoxe Române a Europei Occidentale și Meridionale.

## Studii
Ilie Pop s-a născut în data de 19 februarie 1966 în satul Vișeu de Sus, pe atunci parte a regiunii Maramureș. A urmat școala primară și gimnazială în satul său natal. Apoi a urmat Liceul „Gheorghe Șincai” din Baia Mare, pe care l-a absolvit în anul 1984. A intrat în același an la Facultatea de Ingineri și a început imediat serviciul militar pentru nouă luni. Mai târziu, lipsa înclinației în acest domeniu l-a făcut să renunțe la studiile de inginerie. 
Contactul cu câțiva oameni ai Bisericii i-a determinat atunci orientarea spre studii la Sibiu, unde se găsea una din cele două Facultăți de Teologie existente pe atunci în România, cealaltă fiind la București. După un an de pregătire intensă în anul 1989, a fost acceptat și a început în toamnă să urmeze studiile. A obținut diploma Facultății de Teologie "Andrei Șaguna" din Sibiu în anul 1993.
A fost hirotonit ca diacon la 19 octombrie 1993 și ca preot celib pe seama Facultății de Teologie Ortodoxă din Alba Iulia la 26 octombrie 1993 de către episcopul Andrei Andreicuț.
Iosif Pop a fost duhovnic și preparator (catedra de Morală) în cadrul Facultății de Teologie din Alba Iulia. În același timp îndeplinea funcția de profesor de Istorie Bisericească și Patrologie.
În 17 aprilie 1994 a depus jurământul monahal la mănăstirea Catedralei Încoronării din Alba Iulia și a primit atunci numele de Iosif, sub patronajul sfântului Iosif din Arimateea.
Pentru trebuința școlilor teologice ale Episcopiei de Alba Iulia, ieromonahul Iosif a venit în Franța cu binecuvântarea episcopului Andrei în cursul verii anului 1994 pentru a pregăti o teză de doctorat la Institutul de Teologie Saint-Serge din Paris (1994-1998). Subiectul tezei sale este "Misterul persoanei umane la Sfântul Simeon Noul Teolog", teză încheiată sub coordonarea părintelui Boris Bobrinskoy și a profesorului Olivier Clément. Părintele Iosif a plănuit să susțină teza la sfârșitul anului 1998. De la venirea sa în Franța, părintele Iosif a asigurat serviciul liturgic și duhovnicesc la Mănăstirea "Notre-Dame-de-Toute-Protection" de la Bussy-en-Othe, în Yonne.

## Arhiepiscop și mitropolit
În ziua de sâmbătă, 29 noiembrie 1997 (sărbătoarea Sf. Saturnin de Toulouse (sec. III)), în ajunul sărbătorii sfântului Andrei, s-a întrunit Adunarea Electorală a Arhiepiscopiei Ortodoxe Române pentru Europa Occidentală și Meridională, constituită legal din 93 de membri-delegați ai parohiilor ortodoxe românești din Anglia, Țările de Jos, Belgia, Franța, Elveția, Italia și Spania. Au fost propuși pentru postul de arhiepiscop trei candidați: Ierom. Dimitrie Irimia, doctorand la Institutul Ortodox Saint Serge, Ierom. Iosif Pop, doctorand al aceluiași Institut, și arhimandritul Juvenalie Ionașcu, preot paroh al parohiei române din Roma. Prin vot secret Iosif Pop a fost ales arhiepiscop. Alegerea a avut loc în cripta Bisericii St. Sulpice din Paris⁠(fr)[traduceți]. 
Alegerea a fost ratificată pe 11 decembrie 1997 de Sfântul Sinod al Bisericii Ortodoxe Române, care l-a ridicat pe Părintele Iosif la rangul de arhimandrit. Hirotonirea episcopală și înscăunarea noului arhiepiscop a avut loc duminică, 15 martie 1998, în Catedrala greacă Sfântul Ștefan⁠(fr)[traduceți] (Saint Etienne), de pe rue Georges-Bizet, din Paris.
Ceremonia de hirotonire a fost celebrată de către un sobor de 12 ierarhi în frunte cu mitropolitul grec Jeremia, Președinte al Adunării Episcopilor Ortodocși din Franța (AEOF), împreună cu arhiepiscopul rus Serge Konovalov de Eukarpia, Rectorul Institutului Saint Serge din Paris și cu mitropolitul Serafim Joantă, arhiepiscop de Berlin și mitropolit pentru Germania și Europa Centrală, și cu alți nouă episcopi. La ceremonia hirotonirii și instalării arhiepiscopului Iosif au participat și Regele Mihai și Regina Ana, precum și ambasadorul României în Franța, Dumitru Ciaușu.

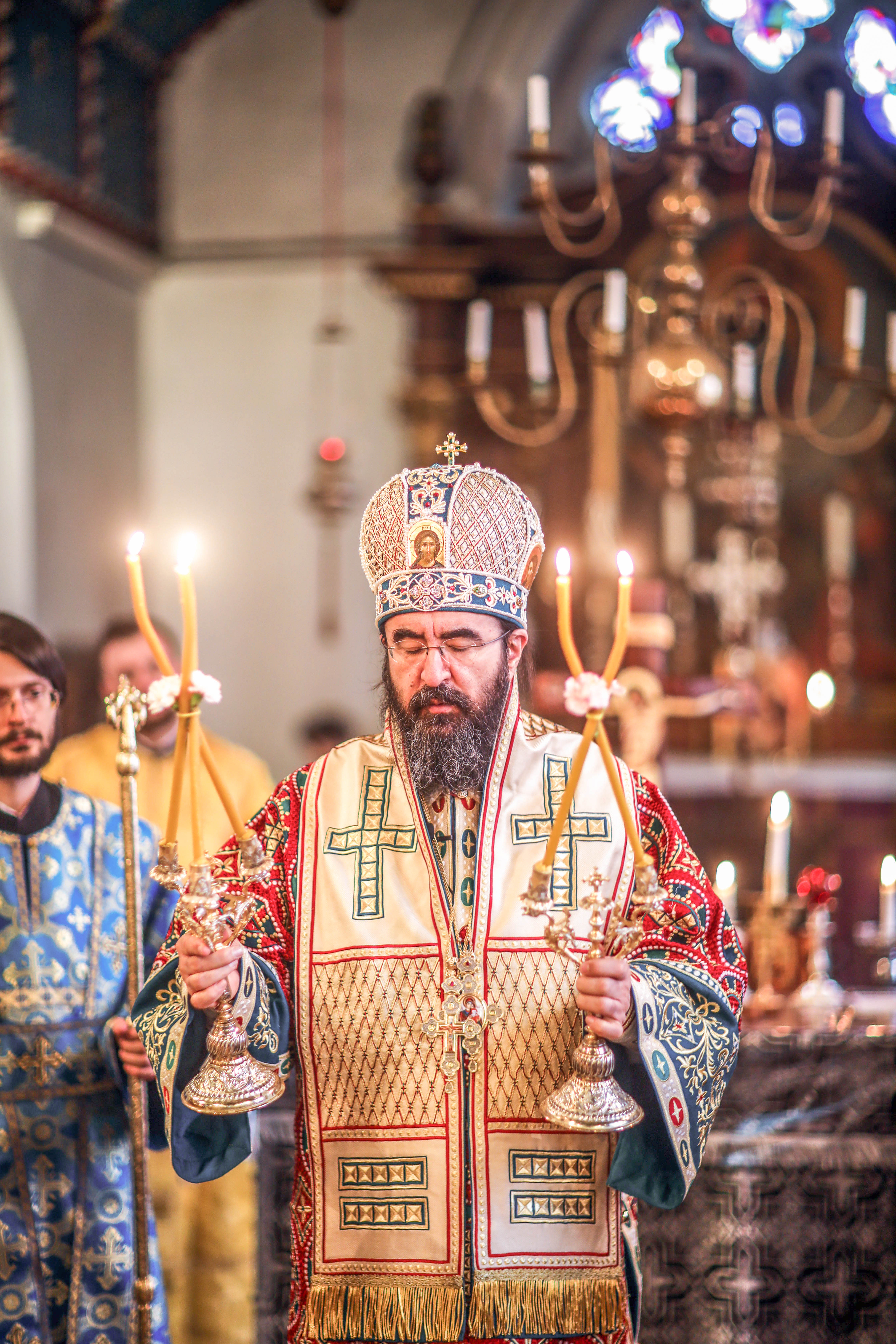
Mitropolitul Iosif a vizitat parohia Sf. Ioan Cassian din Oxford în sărbătoarea Bunei Vestiri

Arhiepiscopia Ortodoxă Română pentru Europa Occidentală cu sediul la Paris a fost ridicată, prin Hotărârea Sf. Sinod al Bisericii Ortodoxe Române din 5 iulie 2001, la rangul de mitropolie, cu titulatura de "Mitropolia Ortodoxă  Română pentru Europa Occidentală și Meridională", arhiepiscopul Iosif Pop devenind cu această ocazie mitropolit. A fost înscăunat ca mitropolit al Europei Occidentale și Meridionale la 21 octombrie 2001. 
Mitropolia Ortodoxă Română pentru Europa Occidentală și Meridională (cu sediul la Paris) are în jurisdicție parohiile ortodoxe române din Franța, Belgia, Olanda, Elveția, Spania, Portugalia, Italia, Anglia și Irlanda. La alegerea sa în această demnitate, existau numai 47 parohii în jurisdicția acestei Arhiepiscopii (Anglia 2, Belgia 2, Elveția 7, Franța 15, Irlanda 1, Italia 16, Olanda 1, Portugalia 1, Spania 1).
În prezent Mitropolia Ortodoxă Română pentru Europa Occidentală și Meridională are 126 de parohii (Anglia 3, Belgia 3, Elveția 10, Franța 31, Irlanda 3, Italia 50, Olanda 2, Portugalia 2, Spania 22). 
Mitropolitul Iosif a participat în octombrie 2004 ca delegat al Bisericii Ortodoxe Române,  la ceremonia de întronizare a patriarhului Theodoros al II-lea al Alexandriei și pentru Toată Africa. În 7 aprilie 2005 a reprezentat Biserica Ortodoxă Română la funeraliile papei Ioan Paul al II-lea, iar la 24 aprilie 2005 și la liturghia solemnă a începutului pontificatului papei Benedict al XVI-lea.
Din anul 2002 este directorul reprezentanței Bisericii Ortodoxe Române pe lângă instituțiile Uniunii Europene din Bruxelles.
În perioada 15-23 septembrie 2014 a condus delegația Bisericii Ortodoxe Române la cea de-a treisprezecea sesiune plenară a Comisiei Mixte de Dialog Teologic Catolic-Ortodox, desfășurată la Amman, în Iordania.
În perioada 1-7 iunie 2023 a reprezentat Biserica Ortodoxă Română la a cincisprezecea sesiune plenară a Comisiei Mixte de Dialog Teologic Catolic-Ortodox, desfășurată la Alexandria, în Egipt.

## Distincții
A fost decorat în februarie 2004 cu Ordinul Meritul Cultural în grad de Comandor, Categoria G - „Cultele”, „în semn de apreciere deosebită pentru activitatea susținută în domeniul cultelor, pentru spiritul ecumenic și civic dovedit și pentru contribuția avută la întărirea legăturilor interconfesionale, de bună și pașnică conviețuire între toți oamenii”.